# Aleš Brezavšček
Aleš Brezavšček (Kranjska Gora, 30 novembre 1972) è un ex sciatore alpino sloveno.

## Biografia
Specialista delle prove veloci originario di Mojstrana, Brezavšček debuttò in campo internazionale in occasione dei Mondiali juniores di Zinal 1990; esordì in Coppa del Mondo il 12 gennaio 1993 a Sankt Anton am Arlberg in supergigante (43º) e ai Campionati mondiali a Sierra Nevada 1996, dove si classificò 39º nella discesa libera, 23º nel supergigante e 13º nella combinata. L'anno dopo ai Mondiali di Sestriere 1997 si piazzò 28º nella discesa libera e 22º nel supergigante, mentre ai XVIII Giochi olimpici invernali di Nagano 1998, sua unica presenza olimpica, fu 28º nel supergigante, 7º nella combinata e non completò la discesa libera.
Ottenne il miglior piazzamento in Coppa del Mondo il 12 dicembre 1998 a Val-d'Isère in discesa libera (7º); ai successivi Mondiali di Vail/Beaver Creek 1999, sua ultima presenza iridata, si classificò 11º nella discesa libera e 23º nel supergigante. Prese per l'ultima volta il via in Coppa del Mondo il 6 marzo 1999 a Kvitfjell in discesa libera (25º) e si ritirò al termine di quella stessa stagione 1998-1999; la sua ultima gara fu la discesa libera dei Campionati sloveni 1999, disputata l'11 aprile a Innerkrems e nella quale Brezavšček vinse la medaglia di bronzo. 

## Palmarès

### Coppa del Mondo
- Miglior piazzamento in classifica generale: 69º nel 1999

### South American Cup
- 1 podio (dati dalla stagione 1994-1995):
  - 1 secondo posto

### Campionati sloveni
- 4 medaglie (dati dalla stagione 1994-1995):
  - 2 ori (discesa libera, supergigante nel 1996)
  - 2 bronzi (supergigante nel 1998; discesa libera nel 1999)